# François Emmanuel Guignard

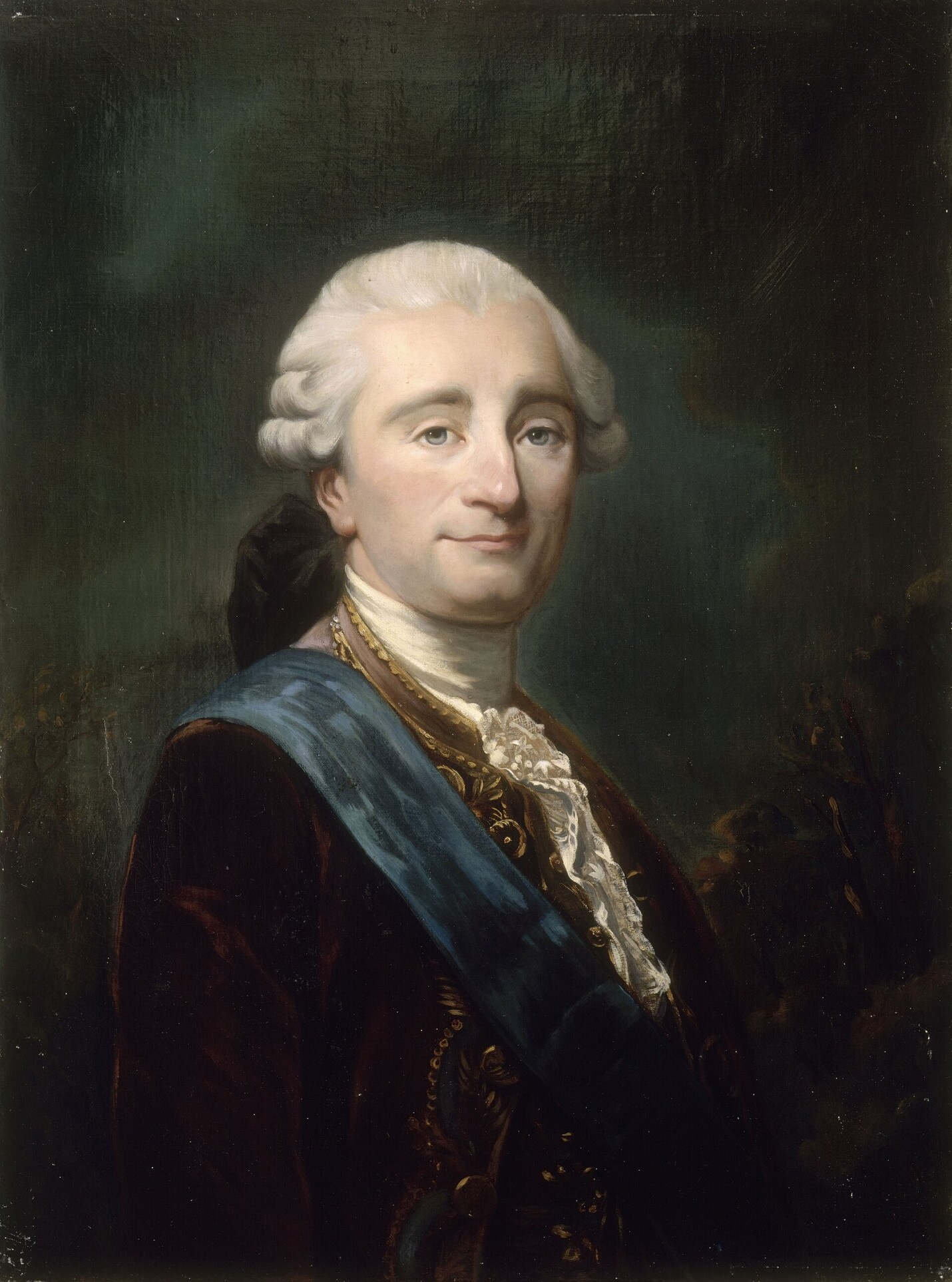
François Emmanuel Guignard

François Emmanuel Guignard, graaf van Saint-Priest (Grenoble, 12 maart 1735 - 1821) was een Frans politicus en diplomaat gedurende het ancien régime en de Franse Revolutie.

## Biografie

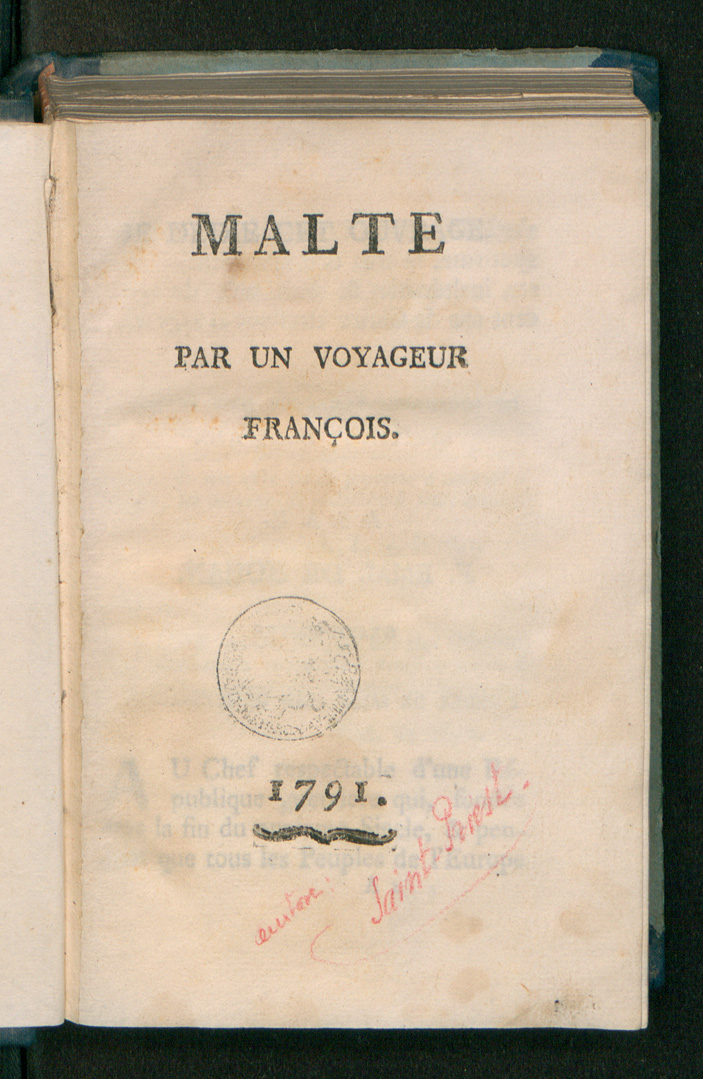
Malte, 1791

François Emmanuel Guignard werd geboren te Grenoble en werd op vijfjarige leeftijd opgenomen in de Orde van Malta. Op vijftienjarige leeftijd nam hij dienst in het leger. In 1763 werd hij benoemd tot kolonel en werd hij ambassadeur op het koninklijke hof te Portugal. Daarna werd hij ambassadeur in het Ottomaanse Rijk.
Na een kort verblijf als ambassadeur in Den Haag ging hij dienen onder minister Jacques Necker. Hij werd echter uit zijn positie ontheven, omdat hij te liberaal was. Amper een week later vond de Bestorming van de Bastille plaats. In 1790 bekleedde hij nog kort de positie van minister van Binnenlandse Zaken. Na de afzetting van Lodewijk XVI diende hij nog het oude Franse koningshuis en vluchtte met hen naar het buitenland.
Nadat hij in onmin raakte met Lodewijk XVIII zocht hij toenadering tot Napoleon, om zijn verbanning op te zeggen. Deze sloeg het verzoek neer waarna Guignard over Europa zwierf tot de Restauratie van de Bourbons. Na zijn terugkeer in Frankrijk trok hij zich terug uit het politiek leven en stierf vredig in 1821.